# Farní sbor Českobratrské církve evangelické v Libiši
Farní sbor Českobratrské církve evangelické v Libiši je sborem Českobratrské církve evangelické v Libiši. Sbor spadá pod Poděbradský seniorát.
Farářem sboru je Miroslav Pfann, kurátorkou sboru Barbora Blechová.

## Faráři sboru
- Jakub S. Trojan (1966-1974)
- Vladimír Šimáně (1977–1996)
- Čestmír Siwek (1997–2005)
- Miroslav Pfann (2005–)